# Indossament
Indossament eller endossement eller endossering är en överlåtelse av en Check eller en Växel.
Överlåtelse kan ske till en bestämd person eller till innehavaren och sker genom att man på baksidan eller på vidhäftat blad (allonge) skriver  Överlåtes till NN och undertecknar. Om man inte anger till vem checken eller växeln överlåtes, så är den överlåten på innehavaren och detta kallas blanco-indossament eller indossament in blanco.
Överlåtelsen tjänar två syften. Dels visar den vem som har rätt att kräva betalt för checken eller växeln. Dels är alla som överlåtit växeln eller checken solidariskt ansvariga för att innehavaren får betalt.
Den som överlåter checken eller växeln kallas indossent eller endossent och mottagaren kallas indossat, endossat eller endossatarie.
Genom att ange in procura eller till inkassering vid överlåtelsen görs ett så kallat prokuraindossament (se även prokura). Detta innebär att mottagaren endast handlar på uppdrag av överlåtaren för att till exempel visa upp checken eller växeln och få betalt. Mottagaren kan inte överlåta checken eller växeln vidare. Nytt prokuraindossament är dock tillåtet.